# Кинули (повесть)
Это статья о повести; о животном см.: Ки́нули.
«Ки́нули» — повесть Веры Чаплиной, открывающая циклы её рассказов «Мои воспитанники» и «Питомцы зоопарка» и посвященная самой знаменитой воспитаннице писательницы – львице Ки́нули.

## История создания
Изданию «Кинули» в жанре повести предшествовало несколько небольших публикаций Чаплиной 1935–1936 годов, которые создавались в жанре очерка-репортажа о необычной четвероногой воспитаннице. Очерк «Кинули» в журнале «Юный натуралист» № 8 за 1935 год рассказывал о перипетиях двух первых месяцев домашнего воспитания львенка, от которого в зоопарке отказалась мать. Одноименный репортаж в «Мурзилке» № 1 за 1936 год охватывал события 7-месячной жизни взрослеющей львицы. Отдельная 16-страничная книжка «Кинули» (Детгиз, 1936), созданная Верой Чаплиной вместе с Андреем Глазовым, кинооператором одноименного фильма, подводила итог годичному пребыванию львицы в комнате коммунальной квартиры и завершалась переездом Кинули в Московский зоопарк. Впрочем, основное место в этой книжке занимали фотографии, и содержание её текста заметно уступало предшествующим публикациям.
Первый развернутый вариант повести опубликован в книге Чаплиной «Мои воспитанники» (1937), с иллюстрациями Дмитрия Горлова и Георгия Никольского. Второй вариант «Кинули», в который вошли и события военного времени, был издан в составе авторского сборника «Четвероногие друзья» (1947). Окончательная редакция вышла в сборнике «Питомцы зоопарка» (1955). Объем повести составил 2,5 авторских листа. Работа над «Кинули» продолжалась 20 лет.
В 1939 году впервые издана за рубежом в книге: Vera Chaplina «My animal friends», George Routledge & Sons Ltd., London. Выдержала более 150 отечественных и зарубежных изданий, переведена на 33 языка: адыгейский (1954), английский (три версии: 1939, 1956 и 1970), арабский (1959), балкарский (1963), белорусский (1949), бенгали (1976), болгарский (1950), венгерский (две версии: 1949 и 1955), грузинский (1961), иврит (1961), испанский (1958), кабардинский (1962), казахский (1952), китайский (1951-1957), корейский (1959), латышский (1952), молдавский (1952), немецкий (1949-1958), польский (1950), португальский (1963), румынский (1953), сербский (1962), словацкий (1950), удмуртский (1959), узбекский (1952), уйгурский (1954), украинский (2007), урду (1959), французский (1956), хинди (1959), чешский (1950), эстонский (1954), японский (1956).
В 1975 году повесть «Кинули» была издана шрифтом Брайля издательством «Просвещение».

## Сюжет
В повести правдиво рассказывается история львицы Кинули — знаменитой воспитанницы Веры Чаплиной и «звезды» Московского зоопарка 1930-40-х годов.
От неё отказалась мать (отсюда — кличка, придуманная Чаплиной), и львенок должен был погибнуть. Но Вера Чаплина, руководитель и инициатор созданной в Московском зоопарке площадки молодняка, взяла выхаживать Кинули к себе домой, в комнату коммунальной квартиры.
История воспитания и приключений этой «необыкновенной квартирантки», её общение с соседями и рысенком Таской, прогулки по улицам Москвы, съемки в кино, болезнь и выздоровление, случай с жуликом и другие эпизоды охватывают события целого года — от младенчества Кинули до того момента, когда она стала уже почти взрослой львицей.
Об этом уникальном эксперименте писали газеты и снимались фильмы, необычное имя «Ки́нули» знали по всей стране и далеко за её пределами. Вера Чаплина, недавно выпустившая свою первую книгу, стала писать новую повесть практически в форме дневника, который продолжился и после переезда годовалой Кинули обратно в Зоопарк.
Заключительный сюжетный поворот в истории о Кинули датируется 1943 годом, когда Вера Чаплина возвращается в Московский зоопарк после двух лет эвакуации с частью животных в Свердловске. Её встреча с Кинули — один из самых волнующих моментов в жизни писательницы — становится кульминацией и завершением повествования.